# Stuart Lewis-Evans
Stuart Lewis-Evans (ur. 20 kwietnia 1930 w Luton, zm. 25 października 1958 w East Grinstead) – brytyjski kierowca wyścigowy.

## Kariera
Zaczynał karierę w Formule 3. Debiutował w Formule 1 w 1957 roku podczas Grand Prix Monako, gdzie zajął sensacyjne czwarte miejsce za kierownicą samochodu Connaught. Ten występ zwrócił uwagę Tony'ego Vandervella, szefa zespołu Vanwall, który ściągnął młodego kierowcę do swojej ekipy.
Podczas Grand Prix Pescary Lewis-Evans zajął piąte miejsce, natomiast w kończącym sezon 1957 Grand Prix Włoch na torze Monza zdobył pierwsze w swojej karierze pole position, lecz wyścigu nie ukończył. W klasyfikacji końcowej sezonu zajął dwunaste miejsce.
W sezonie 1958 był trzecim kierowcą Vanwalla, obok walczących o tytuł mistrzowski Stirlinga Mossa i Tony'ego Brooksa. Podczas gdy obaj partnerzy z zespołu odnieśli łącznie sześć zwycięstw, Lewis-Evans musiał zadowolić się dwoma trzecimi miejscami (Grand Prix Belgii oraz Portugalii). Dołożył do tego pole position wywalczone w Holandii. W klasyfikacji końcowej zajął dziewiąte miejsce.
W trakcie ostatniego wyścigu sezonu, Grand Prix Maroko na torze Ain-Diab, Lewis-Evans zaliczył poważny wypadek spowodowany awarią silnika. Samochód uderzył w bariery i stanął w płomieniach. Ciężko poparzonego kierowcę przetransportowano do Wielkiej Brytanii, lecz zmarł w szpitalu sześć dni później w wyniku doznanych obrażeń.
Śmierć Lewisa-Evansa była jedną z głównych przyczyn wycofania się z Formuły 1 zespołu Vanwalla.